# فيلي كورني
فيلي كورني (بالإنجليزية: Willie Cornish)‏ هو عازف جاز أمريكي، ولد في 1 أغسطس 1875، وتوفي في 12 يناير 1942.